# 나의 사랑 그대 곁으로
〈나의 사랑 그대 곁으로〉는 남궁옥분이 1983년 발표한 가요로, 김승덕이 작사, 작곡하였다. 편곡은 포크 싱어송라이터 이정선이 맡았다. 남궁옥분의 5번째 앨범인 〈남궁옥분 '83〉에 실려있다.

## 창작진
- 작사:김승덕 → 김승현
- 작곡:김승덕
- 편곡:이정선

## 리메이크
- 1985년 김승덕(작곡자) 첫번째 앨범